# Іоанніс Зервос
Іоанніс Зервос (грец. Ιωάννης Ζερβός, 1875, Керкіра — 1943) — новогрецький поет, прозаїк, драматург, перекладач, а також філософ-ніцшеанець.

## Біографічні відомості
Іоанніс Зервос народився на острові Керкіра. Закінчив юридичний і філософський факультети Афінського університету, певний час стажувався в Парижі. Після завершення освіти переїхав до Александрії, вів власну адвокатську практику.
Писати вірші почав ще у студентські роки, а також пробував себе як літературний критик і соціолог-дослідник. Друкувався у багатьох афінських журналах. В період 1908—1909 років вів колонку літературної критики у часописі «Панафінеа». 1909 року очолив видавництво «Фексі», керує товариством «Бібліотечні новини». Завдяки літературознавчим роботам Зервоса широка громадськість познайомилась із творчістю Костаса Крісталліса та Андреаса Ласкаратоса.
«Історія ідеї» та «Міфи життя» самого Зервоса чимало сприяли духовній просвіті сучасників. Крім того він був автором перекладів «Іліади» Гомера, трагедій Есхіла, Евріпіда, діалогів Платона, творів Аристотеля.

## Основні твори
Проза
- Μύθοι της ζωής• Αι ιστορίαι του Δισκεψίου και του Τρισκεψίου. Αθήνα, Φέξης, 1911.
- Διηγήματα. Αθήνα, 1912.
- Ζωή στο νησί• Παράδοση και λατρεία. Αθήνα, 1924.
- Τρίπτυχο αγάπης.

Поезія
- Νησιώτικα τραγούδια. 1910.
- Ρυθμοί ζωής. Αθήνα, 1921.
- Τραγούδια του καλού καιρού. Αθήνα, 1916.
- Στίχοι. Αθήνα, 1928.
- Στίχοι (δεύτερη σειρά).
- Αντίλαλοι της ζωής.
- Λυρικές σάτυρες.

Філософські ессе
- Απολογία του ανθρώπου. Αθήνα, Παπαδημητρίου, χ.χ.
- Ιστορία της Ιδέας• Γαβατάμας – Αστάρης. Αθήνα, Φέξης, 1911 (Φιλοσοφική και Κοινωνιολογική Βιβλιοθήκη Φέξη).
- Υλιστικαί θεωρίαι. Αθήνα, 1914.
- Εργατοκρατία και μπολσεβικισμίος. Αθήνα, 1915.

Драматургія
- Ο θάνατος του Παπά- Άνθιμου.
- Ο νεκρός αδερφός (του δημοτικού τραγουδιού) • Δραματική δοκιμή. Αθήνα, 1959.